# یوسی اوکادا
یوسی اوکادا (انگلیسی: Yusei Okada؛ زادهٔ ۸ مهٔ ۱۹۸۷) بازیکن فوتبال اهل ژاپن است.